# 雅克·勒菲弗
雅克·勒菲弗（法語：Jacques Lefèvre，1928年2月1日—），法国男子击剑运动员。他曾代表法国参加1948年、1952年、1956年、1960年和1964年夏季奥林匹克运动会击剑比赛，获得一枚铜牌。